# Dhampur
Dhampur es una ciudad y municipio situado en el distrito de Bijnor en el estado de Uttar Pradesh (India). Su población es de 50997 habitantes (2011). 

## Demografía
Según el  censo de 2011 la población de Dhampur era de 50997 habitantes, de los cuales 26608 eran hombres y 24389 eran mujeres. Dhampur tiene una tasa media de alfabetización del 79,91%, superior a la media estatal del 67,68%: la alfabetización masculina es del 83,47%, y la alfabetización femenina del 76,02%.